# Intimitätsgleichgewicht
Die Intimitätsgleichgewichts-Theorie nach Argyle und Dean (1965) geht davon aus, dass jede Interaktion und jede Beziehung ihr ganz bestimmtes Intimitätsniveau besitzt, das die Partner durch ständiges Steuern ihrer Intimitätssignale (Blicke, Grad des Lächelns, die Entfernung zum Nächsten) aufrechtzuerhalten bestrebt sind. Dabei wirken diese nonverbalen Kommunikationskanäle regulierend aufeinander ein, so dass die Distanz zum anderen gewahrt bleibt. 
Das akzeptierte Intimitätsniveau hängt von der Rolle des Gegenübers, den Kommunikationsinhalten und der Kommunikationsumgebung ab. Welches Intimitätsniveau wir kommunizieren und beizubehalten versuchen, ist also davon abhängig, mit wem wir sprechen (ob mit einem Freund, Kollegen, Liebespartner etc.), worüber wir sprechen (Wetter, Geldangelegenheiten etc.) und wo wir sprechen (auf der Straße, in einem Restaurant, in einem Aufzug etc.). Die Intimitätsgleichgewichtstheorie besagt folglich, dass wir die Steigerung der Intimitätssignale in einer Modalität (etwa geringe interpersonale Distanz) durch Zurücknahme einer anderen Modalität (z. B. dezenteres Blickverhalten) ausgleichen.

## Beispiel
Betreten beispielsweise zwei miteinander sprechende Personen einen Aufzug, der durch die räumliche Enge die körperliche Nähe der Gesprächspartner bedingt, brechen diese der Theorie zufolge das Gespräch ab oder wenden den Blick voneinander, um das Intimitätsgleichgewicht vor dem Betreten des Aufzuges wiederherzustellen. Sie nehmen das Gespräch erst nach Verlassen des Aufzuges wieder auf, wenn die Distanzmöglichkeit erneut gegeben ist.